# Jeszcze ten jeden raz
Jeszcze ten jeden raz – drugi singel promujący album Ani pt. Bawię się świetnie, wydany w lutym 2013 r.

## Tekst i kontekst
Słowa do piosenki zostały napisane przez Anię Dąbrowską i Agatę Trafalską. Utwór to wyznanie osoby, która wkroczyła w dojrzałość, trzydziestolatki, która z lekkim żalem i tęsknotą „jeszcze ten jeden raz” zatrzymuje się w beztroskich i często zbuntowanych latach młodości. Piosenka traktuje o przemijaniu, na które człowiek nie do końca się zgadza:
„"Żyć nie umierać” - słów poznać sens
Nim na opak całkiem zmienią się"

## Notowania
| Lista                               | Pozycja |
| ----------------------------------- | ------- |
| Extralista Radia Dla Ciebie         | 5       |
| Lista Przebojów Polskiego Radia PIK | 16      |
| Lista Przebojów Programu Trzeciego  | 34      |
| Szczecińska Lista Przebojów         | 8       |
| Złota Trzydziestka Radia Koszalin   | 28      |

## Teledysk
5 marca 2013 r. w serwisie YouTube opublikowano oficjalny wideoklip do singla „Jeszcze ten jeden raz” w reżyserii Artura Faryny, który jest również odpowiedzialny za scenariusz i zdjęcia do teledysku. W obrazie gościnnie wystąpił aktor Sambor Czarnota, przyjaciel i sąsiad Ani.

### Wersja akustyczna
Zapis nagrania powstał na próbie przed występem w warszawskim Palladium, który z powodu choroby wokalistki został przełożony. W ramach rekompensaty za niewykonany koncert teledysk w wersji unplugged udostępniono powszechnie 19 grudnia 2012 roku.